# Bioramix lindbergi
Bioramix (Platyscelis) lindbergi – gatunek chrząszcza z rodziny czarnuchowatych i plemienia Platyscelidini.
Gatunek ten został opisany w 1973 roku przez Zoltána Kaszaba. L. V. Egorov w 2004 roku umieścił go w podrodzaju Platyscelis.
Odnotowano, że w skład pożywienia tego chrząszcza wchodzą prostoskrzydłe.
Chrząszcz palearktyczny, wykazany z Afganistanu i Iranu. W Iranie jest jednym z niewielu znanych przedstawicieli swojego plemienia i odnotowany został z ostanu Gilan.